# El Ach
El Ach (em árabe: العش) é uma cidade e comuna localizada na província de Bordj Bou Arreridj, Argélia. Segundo o censo de 2008, a população total da cidade era de 17 140 habitantes.